# Valentin Lajos
Valentin Lajos, Schwimmer (Kecskemét, 1850. március 19. – Bécs, 1932. május) színész, operaénekes (tenor).

## Életútja
Schwimmer Sándor és Csillag Róza fiaként született. Schwimmer családi nevén 1905-ben keresztapja, Valentin Amsel után Valentinre változtatta. A budapesti Kereskedelmi Akadémián tanult, majd Káldy Gyula ajánlatára lépett be a Színitanodára, ahol Káldy, később Stoll Péter volt énektanára. Nem fejezte be tanulmányait, és Sztupa Andorhoz ment Temesvárra. 1878. szeptember 28-án lépett színpadra Győrött, Beödy Gábornál, ezután Arad, majd Nagyvárad volt állomása. Közben 1883-ban Berlinben tökéletesítette énektudását és így felkészülve, 1883. június 14-én vendégként lépett fel a Nemzeti Színházban a Luciában, Edgard szerepében. „Hangjában van érc, van tömörség, a mint ezt a végső jelenetben megmutatta. Van továbbá a fiatal énekesben temperamentum, van helyes művészi érzék, a miről egész alakítása tanúskodik." – írta róla a Pesti Hírlap.
Még Váradon egy külföldi operaénekes, Lederer József annyira föllelkesült énekén, hogy kieszközölte lipcsei vendégszereplését: 1883. április 20-án a Tell Vilmos Arnoldjaként valóban nagy sikere volt. Énekelt Königsbergben és más városokban is, de honvágya hazahozta. Szegeden Nagy Vincénél működött, majd az 1886-os színházégés után rövid ideig a budapesti Opera tagja volt, de működési kör híján hamarosan Aradi Gerőhöz távozott Debrecenbe; itt maradt Nagy Vincénél is, sőt 1888-tól (eleinte konzorcium megbízásából) hat és fél évig igazgató volt, 1891-ben Gyöngyi Izsóval együtt. Az 1894-es évet Nikisch Artúr igazgatása alatt mint a Magyar Királyi Operaház tenorja töltötte, de ahogy maga írta, megunta az éneklést és színházi ügynökséget nyitott. 1887. január 13-án a Népszínház vendége volt, de fellépett Budán is, Krecsányinál, O'Donnel Malvin grófnőnek egy operettjében.
1906. március 16-án Budapesten, az Erzsébetvárosban házasságot kötött a rozsondai születésű Duner Katalinnal, Duner János és Dörnert Erzsébet lányával. 1912 júliusában Bécsbe költözött, mint Karczag Vilmos színházigazgató kiadói vállalatainak igazgatója. Lefordította Molnár Lászlóval Karl Wartenburgnak A császár színészei című 3 felvonásos drámáját, amit 1887 márciusában Debrecenben mutattak be. Ő volt az első színpadi kiadó Budapesten. 1892 és 1895 között Sziklai Jánossal együtt szerkesztették a magyar, angol, francia és német nyelven is híreket közlő Nemzetközi Művészeti Szemle. Szaklap a színművészet, zene, lovarda, színpadi mutatványok összes ágai köréből című, kezdetben 16, majd a későbbi években négyoldalas hetilapot.

## Fontosabb szerepei
- Arnold (Rossini: Tell Vilmos)
- Edgar (Donizetti: Lammermoori Lucia)
- Barinkay (Strauss: Cigánybáró)